# Unterseeboot 406
L'U-406 était un Unterseeboot type VII utilisé par la Kriegsmarine pendant la Seconde Guerre mondiale.
Le sous-marin fut commandé le 16 octobre 1939 à Dantzig (Danziger Werft), sa quille fut posée le 6 septembre 1940, il fut lancé le 16 juin 1941 et mis en service le 22 octobre 1941, sous le commandement de Oberleutnant zur See Horst Dietrichs.

## Conception
Unterseeboot type VII, l'U-406 avait un déplacement de 769 tonnes en surface et 871 tonnes en plongée. Il avait une longueur totale de 67,10 m, un maître-bau de 6,20 m, une hauteur de 9,60 m et un tirant d'eau de 4,74 m. Le sous-marin était propulsé par deux hélices de 1,23 m, deux moteurs Diesel Germaniawerft M6V 40/46 de 6 cylindres en ligne de 1 400 ch à 470 tr/min, produisant un total de 2 060 à 2 350 kW en surface et de deux moteurs électriques Siemens-Schuckert GU 343/38-8 produisant un total 550 kW, en plongée. Le sous-marin avait une vitesse en surface de 17,7 nœuds (32,8 km/h) et une vitesse de 7,6 nœuds (14,1 km/h) en plongée. Immergé, il avait un rayon d'action de 80 milles marins (150 km) à 4 nœuds (7,4 km/h; 4,6 milles par heure) et pouvait atteindre une profondeur de 230 m. En surface son rayon d'action était de 8 500 milles nautiques (soit 15 700 km) à 10 nœuds (19 km/h).
L'U-406 était équipé de cinq tubes lance-torpilles de 53,3 cm (quatre monté à l'avant et un à l'arrière) qui contenait quatorze torpilles. Il était équipé d'un canon de 8,8 cm SK C/35 (220 coups) et d'un canon antiaérien de 20 mm Flak. Il pouvait transporter 26 mines TMA ou 39 mines TMB. Son équipage comprenait 49 sous-mariniers.

## Historique
Le sous-marin commence dans la 8. Unterseebootsflottille comme flottille d'entrainement, le 22 octobre 1941. Il commence son service actif le 1er mai 1942 dans la 7. Unterseebootsflottille jusqu'à sa perte.
Le 5 mai 1943, il entre en collision avec l'U-600 dans l'Atlantique Nord.
L'U-406 coule un navire marchand de 7 452 tonneaux et endommage trois navires marchands pour un total de 13 285 tonneaux au cours des huit patrouilles qu'il effectue. Le sous-marin participe à onze groupes de combat (ou "meutes de loups gris".

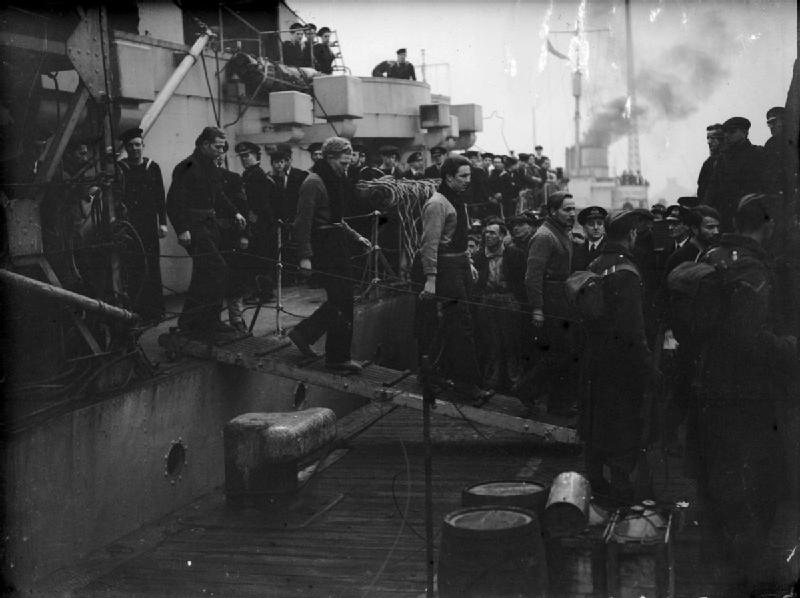
Survivants de lU-406 et de l'U-386 descendant du HMS Spey, à Liverpool.

Il est coulé le 18 février 1944 dans l'océan Atlantique à la position 48° 32′ N, 23° 36′ O, par des charges de profondeur lancées par la frégate HMS Spey.
12 des 57 membres d'équipage meurent dans cette attaque.

### Meutes (ou groupes de combat)
L'U-406 prit part à onze Rudeltaktik (meutes de loups gris) :
- Hecht (8 mai – 18 juin 1942)
- Blücher (14-28 août 1942)
- Iltis (6-23 septembre 1942)
- Spitz (22-31 décembre 1942)
- Neuland (4-13 mars 1943)
- Dränger (14-20 mars 1943)
- Drossel (29 avril – 5 mai 1943)
- Rügen (14-26 janvier 1944)
- Stürmer (26 janvier – 3 février 1944)
- Igel 1 (3-17 février 1944)
- Hai 1 (17-18 février 1944)

## Commandement
- Oberleutnant zur See Horst Dieterichs du 22 octobre 1941 au 18 février 1944

## Navires coulés
| Date             | Nom            | Nationalité | Tonnage | Sort      |
| ---------------- | -------------- | ----------- | ------- | --------- |
| 19 août 1942     | City of Manila | Royaume-Uni | 7 452   | Coulé     |
| 28 décembre 1942 | Baron Cochrane | Royaume-Uni | 3 385   | Endommagé |
| 28 décembre 1942 | Lynton Grange  | Royaume-Uni | 5 029   | Endommagé |
| 28 décembre 1942 | Zarian         | Royaume-Uni | 4 871   | Endommagé |